# Caterina Banti
Caterina Marianna Banti (* 13. Juni 1987 in Rom) ist eine italienische Seglerin.

## Erfolge
Caterina Banti nahm an den 2021 ausgetragenen Olympischen Spielen 2020 in Tokio mit Ruggero Tita in der Klasse Nacra 17 teil. Dort waren die beiden in ihrer Konkurrenz sehr erfolgreich. Sie gewannen vier der ersten zwölf Wettfahrten und wurde vier weitere Male Zweite sowie zweimal Dritte. Damit hatten sie bereits vor dem abschließenden Medal Race eine Medaille sicher. Ein sechster Platz genügte letztlich, um den Wettbewerb mit 35 Gesamtpunkten vor den Briten John Gimson und Anna Burnet sowie Paul Kohlhoff und Alica Stuhlemmer aus Deutschland auf dem ersten Platz abzuschließen und als Olympiasieger die Goldmedaille zu gewinnen. Sie wurde anschließend für diesen Erfolg mit dem Komturkreuz des Verdienstordens der Italienischen Republik ausgezeichnet.
Bereits vor ihrem Olympiasieg hatten Banti und Tita im Nacra 17 zahlreiche Erfolge erzielt. In den Jahren 2017, 2018, 2020 und 2022 wurden sie jeweils Europameister. Bei Weltmeisterschaften sicherten sie sich zunächst 2017 in La Grande-Motte die Bronzemedaille, ehe sie 2018 in Aarhus Weltmeister wurden. Auch 2022, 2023 und 2024 wurden sie gemeinsam Weltmeister.
Bei den Olympischen Spielen 2024 in Paris gingen Banti und Tita ebenfalls gemeinsam den Start. Sie belegten in der Regatta in sechs der ersten zwölf Wettfahrten den ersten Platz und gingen mit 27 Punkten als Erste mit großem Vorsprung ins abschließende Medal Race. Nachdem sie dieses als Zweite beendeten hatten, wurden sie mit 31 Punkten erneut Olympiasieger, vor den mit 55 Punkten zweitplatzierten Argentiniern Mateo Majdalani und Eugenia Bosco sowie Micah Wilkinson und Erica Dawson aus Neuseeland, die 63 Punkte erzielt hatten.